# Henryk Wawrowski
Henryk Wawrowski (Szczecin, 25 de Setembro de 1949) é um ex-futebolista profissional polaco que atuava como defensor, medalhista olímpico.

## Títulos
Polônia
- Jogos Olímpicos 1976: Prata

## Ligações Externas
- Perfil na Sports Reference